# Itatsina
Itatsina is een geslacht van spinnen uit de familie bodemzakspinnen (Liocranidae).

## Soorten
De volgende soorten zijn bij het geslacht ingedeeld:
- Itatsina praticola (Bösenberg & Strand, 1906)